# Sérgio de Edessa
Sérgio (em latim: Sergius) foi um oficial bizantino do século VI, ativo no reinado do imperador Justiniano (r. 527–565). Era nativo de Edessa. Atuou como advogado e foi descrito por Procópio de Cesareia como muito inteligente. É possível que também tenha trabalhado em Constantinopla. Em 543, Sérgio e Constanciano foram enviados numa embaixada ao xá Cosroes I (r. 531–579) para negociar a paz. Na jornada, adoeceu e muito tempo foi perdido. No entretempo, a situação mudou, Justiniano exigiu que a guerra continuasse e a embaixada parece que nunca chegou na Pérsia. Ainda em 544, Constanciano e Sérgio foram novamente enviados numa embaixada para arranjar a paz com o xá. O encontraram na Babilônia (Assuristão), perto de Selêucia-Ctesifonte, e ofereceram a paz se devolvesse os sítios capturados em Lázica.